# Sportovní Klub Slavia Praha (femminile)
Lo Sportovní Klub Slavia Praha, meglio noto come Slavia Praga, è una società calcistica femminile ceca con sede nella città di Praga. Fondata nel 1966, è la sezione di calcio femminile dell'omonima società polisportiva. Milita nella I. liga žen, la massima serie del campionato ceco, del quale ha vinto 9 edizioni.

## Storia

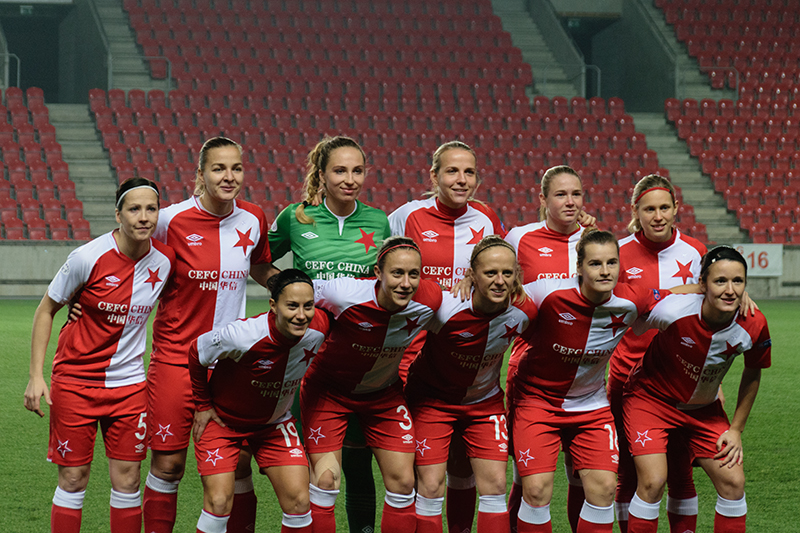
Formazione dello Slavia Praga prima di una partita contro lo nel novembre 2017.

Nella stagione 2013-2014 conquista la prima Coppa della Repubblica Ceca della sua storia, interrompendo così l'egemonia dello Sparta, vincitore delle prime sei edizioni, battendolo 1-0 in finale.
Venti giorni più tardi, conquista anche il titolo di campione nazionale, a dieci di distanza dall'ultimo, mettendo fine, anche in questo caso, a nove anni consecutivi di dominio spartano, ed ottenendo una storica prima doppietta nella storia del club.

## Allenatori
- 2014-2016  Anton Mišovec
- 2016-2018  Pavel Medynský
- 2019-2022  Michal Kolomazník
- 2022-  Karel Piták

## Palmarès
come Cecoslovacchia:
- Campionato cecoslovacco (girone ceco): 11

1969-1970, 1970-1971, 1971-1972, 1973-1974, 1974-1975, 1978-1979, 1982-1983, 1986-1987, 1987-1988, 1991-1992, 1992-1993
- Campione assoluto di Cecoslovacchia: 2

1991-1992, 1992-1993
come Repubblica Ceca:
- Campionato ceco: 11

2002-2003, 2003-2004, 2013-2014, 2014-2015, 2015-2016, 2016-2017, 2019-2020, 2021-2022, 2022-2023, 2023-2024, 2024-2025
- Coppa della Repubblica Ceca femminile: 6

2013-2014, 2015-2016, 2021-2022, 2022-2023, 2023-2024, 2024-2025

## Statistiche

### Partecipazioni ai campionati
| Livello | Categoria   | Partecipazioni | Debutto   | Ultima stagione | Totale |
| ------- | ----------- | -------------- | --------- | --------------- | ------ |
| 1º      | I. liga žen | 20             | 1992-1993 | 2022-2023       | 30     |

### Partecipazioni alle coppe
| Competizione                  | Partecipazioni | Debutto   | Ultima stagione | Totale |
| ----------------------------- | -------------- | --------- | --------------- | ------ |
| Coppa della Repubblica Ceca   | 16             | 2007-2008 | 2022-2023       | 16     |
| UEFA Women's Cup              | 2              | 2003-2004 | 2004-2005       | 11     |
| UEFA Women's Champions League | 9              | 2014-2015 | 2022-2023       | 11     |

## Organico

### Rosa 2023-2024
Rosa, ruoli e numeri di maglia come da sito ufficiale, aggiornati al 20 ottobre 2023.
| N. |                        | Ruolo | Calciatrice            |
| -- | ---------------------- | ----- | ---------------------- |
| 1  | Rep. Ceca (bandiera)   | P     | Olivie Lukášová        |
| 4  | Rep. Ceca (bandiera)   | C     | Denisa Tenkrátová      |
| 5  | Stati Uniti (bandiera) | D     | Michelle Xiao          |
| 6  | Rep. Ceca (bandiera)   | D     | Michaela Khýrová       |
| 7  | Rep. Ceca (bandiera)   | D     | Simona Necidová        |
| 8  | Rep. Ceca (bandiera)   | C     | Kristýna Růžičková     |
| 9  | Kenya (bandiera)       | A     | Marjolen Nekesa Wafula |
| 10 | Slovacchia (bandiera)  | C     | Martina Šurnovská      |
| 11 | Rep. Ceca (bandiera)   | A     | Franny Černá           |
| 12 | Rep. Ceca (bandiera)   | C     | Denisa Veselá          |
| 13 | Slovacchia (bandiera)  | D     | Kristína Košíková      |
| 14 | Rep. Ceca (bandiera)   | D     | Lucie Bendová          |
| 16 | Rep. Ceca (bandiera)   | A     | Tereza Szewieczková    |

| N. |                        | Ruolo | Calciatrice         |
| -- | ---------------------- | ----- | ------------------- |
| 17 | Rep. Ceca (bandiera)   | D     | Gabriela Šlajsová   |
| 18 | Rep. Ceca (bandiera)   | C     | Albina Goretkiová   |
| 19 | Rep. Ceca (bandiera)   | C     | Petra Divišová      |
| 20 | Slovacchia (bandiera)  | D     | Diana Bartovičová   |
| 21 | Rep. Ceca (bandiera)   | C     | Kateřina Vithová    |
| 23 | Rep. Ceca (bandiera)   | A     | Karolína Křivská    |
| 25 | Rep. Ceca (bandiera)   | C     | Tereza Krejčiříková |
| 26 | Rep. Ceca (bandiera)   | P     | Tereza Fuchsová     |
| 27 | Rep. Ceca (bandiera)   | A     | Tereza Kožárová     |
| 28 | Slovacchia (bandiera)  | A     | Tamara Morávková    |
| 29 | Slovacchia (bandiera)  | C     | Aneta Surová        |
| 30 | Stati Uniti (bandiera) | C     | Molly McLaughlin    |
| 77 | Giamaica (bandiera)    | D     | Alika Isis Keene    |

### Rosa 2021-2022
Rosa, ruoli e numeri di maglia come da sito ufficiale, aggiornati al 28 novembre 2021.
| N. |                      | Ruolo | Calciatrice                 |
| -- | -------------------- | ----- | --------------------------- |
| 1  | Rep. Ceca (bandiera) | P     | Olivie Lukášová             |
| 3  | Rep. Ceca (bandiera) | D     | Dominika Hůvarová           |
| 5  | Rep. Ceca (bandiera) | D     | Veronika Pincová (capitano) |
| 6  | Rep. Ceca (bandiera) | C     | Michaela Khýrová            |
| 7  | Rep. Ceca (bandiera) | D     | Simona Necidová             |
| 8  | Rep. Ceca (bandiera) | C     | Kristýna Růžičková          |
| 9  | Rep. Ceca (bandiera) | C     | Chirine Lamti               |
| 11 | Rep. Ceca (bandiera) | A     | Franny Černá                |
| 12 | Rep. Ceca (bandiera) | C     | Denisa Veselá               |
| 14 | Rep. Ceca (bandiera) | D     | Lucie Bendová               |

| N. |                       | Ruolo | Calciatrice         |
| -- | --------------------- | ----- | ------------------- |
| 16 | Rep. Ceca (bandiera)  | C     | Tereza Szewieczková |
| 17 | Rep. Ceca (bandiera)  | A     | Gabriela Šlajsová   |
| 19 | Rep. Ceca (bandiera)  | C     | Petra Divišová      |
| 20 | Slovacchia (bandiera) | D     | Diana Bartovičová   |
| 23 | Slovacchia (bandiera) | C     | Martina Šurnovská   |
| 24 | Rep. Ceca (bandiera)  | P     | Barbora Sladká      |
| 25 | Rep. Ceca (bandiera)  | C     | Tereza Krejčiříková |
| 26 | Rep. Ceca (bandiera)  | P     | Tereza Fuchsová     |
| 27 | Rep. Ceca (bandiera)  | A     | Tereza Kožárová     |

### Rosa 2020-2021
Rosa, ruoli e numeri di maglia come da sito ufficiale, aggiornati al 26 novembre 2020.
| N. |                      | Ruolo | Calciatrice                 |
| -- | -------------------- | ----- | --------------------------- |
| 1  | Rep. Ceca (bandiera) | P     | Olivie Lukášová             |
| 3  | Rep. Ceca (bandiera) | D     | Dominika Hůvarová           |
| 4  | Rep. Ceca (bandiera) | C     | Klára Cahynová              |
| 5  | Rep. Ceca (bandiera) | D     | Veronika Pincová (capitano) |
| 6  | Rep. Ceca (bandiera) | C     | Michaela Khýrová            |
| 7  | Rep. Ceca (bandiera) | D     | Simona Necidová             |
| 8  | Rep. Ceca (bandiera) | D     | Lenka Karasová              |
| 9  | Svezia (bandiera)    | C     | Mia Persson                 |
| 11 | Rep. Ceca (bandiera) | A     | Franny Černá                |
| 12 | Rep. Ceca (bandiera) | C     | Denisa Veselá               |
| 16 | Rep. Ceca (bandiera) | C     | Tereza Szewieczková         |

| N. |                       | Ruolo | Calciatrice         |
| -- | --------------------- | ----- | ------------------- |
| 17 | Rep. Ceca (bandiera)  | A     | Gabriela Šlajsová   |
| 19 | Rep. Ceca (bandiera)  | C     | Petra Divišová      |
| 20 | Slovacchia (bandiera) | D     | Diana Bartovičová   |
| 22 | Rep. Ceca (bandiera)  | D     | Andrea Jarchovská   |
| 23 | Slovacchia (bandiera) | C     | Martina Šurnovská   |
| 24 | Rep. Ceca (bandiera)  | P     | Barbora Sladká      |
| 25 | Rep. Ceca (bandiera)  | C     | Tereza Krejčiříková |
| 26 | Slovacchia (bandiera) | C     | Laura Žemberyová    |
| 27 | Rep. Ceca (bandiera)  | A     | Tereza Kožárová     |
| 33 | Rep. Ceca (bandiera)  | P     | Barbora Votíková    |

### Rosa 2019-2020
Rosa, ruoli e numeri di maglia come da sito ufficiale, aggiornati al 24 agosto 2019.
| N. |                      | Ruolo | Calciatrice                 |
| -- | -------------------- | ----- | --------------------------- |
| 1  | Rep. Ceca (bandiera) | P     | Olivie Lukášová             |
| 3  | Rep. Ceca (bandiera) | D     | Nikola Sedláčková           |
| 4  | Canada (bandiera)    | D     | Kylla Liisa Sjöman          |
| 5  | Rep. Ceca (bandiera) | D     | Veronika Pincová (capitano) |
| 6  | Rep. Ceca (bandiera) | C     | Michaela Khýrová            |
| 7  | Rep. Ceca (bandiera) | D     | Simona Necidová             |
| 9  | Svezia (bandiera)    | C     | Mia Persson                 |
| 11 | Rep. Ceca (bandiera) | A     | Franny Cerny                |
| 12 | Rep. Ceca (bandiera) | C     | Denisa Veselá               |
| 15 | Rep. Ceca (bandiera) | D     | Adéla Machutková            |
| 16 | Rep. Ceca (bandiera) | C     | Tereza Szewieczková         |

| N. |                       | Ruolo | Calciatrice         |
| -- | --------------------- | ----- | ------------------- |
| 17 | Rep. Ceca (bandiera)  | D     | Aneta Dědinová      |
| 19 | Rep. Ceca (bandiera)  | C     | Petra Divišová      |
| 20 | Slovacchia (bandiera) | D     | Diana Bartovičová   |
| 21 | Rep. Ceca (bandiera)  | C     | Kateřina Svitková   |
| 22 | Rep. Ceca (bandiera)  | A     | Andrea Jarchovska   |
| 24 | Rep. Ceca (bandiera)  | P     | Barbora Sladká      |
| 25 | Rep. Ceca (bandiera)  | C     | Tereza Krejčiříková |
| 26 | Rep. Ceca (bandiera)  | C     | Laura Žemberyová    |
| 27 | Rep. Ceca (bandiera)  | A     | Tereza Kožárová     |
| 33 | Rep. Ceca (bandiera)  | P     | Barbora Votíková    |